# Sainte-Chapelle de Bourges
Pour les articles homonymes, voir Sainte-Chapelle (homonymie).
La Sainte-Chapelle de Bourges, est un ancien édifice religieux construit au XVe siècle sur le territoire de la commune de Bourges dans le département du Cher, en France. Bâtie à la demande du duc Jean de Berry (1340-1416), prince du sang, frère du roi Charles V le Sage, elle était attenante au palais ducal (actuellement hôtel de préfecture du Cher, place Marcel-Plaisant). Achevée en 1450, elle a été détruite en 1757.

## Historique

### Construction

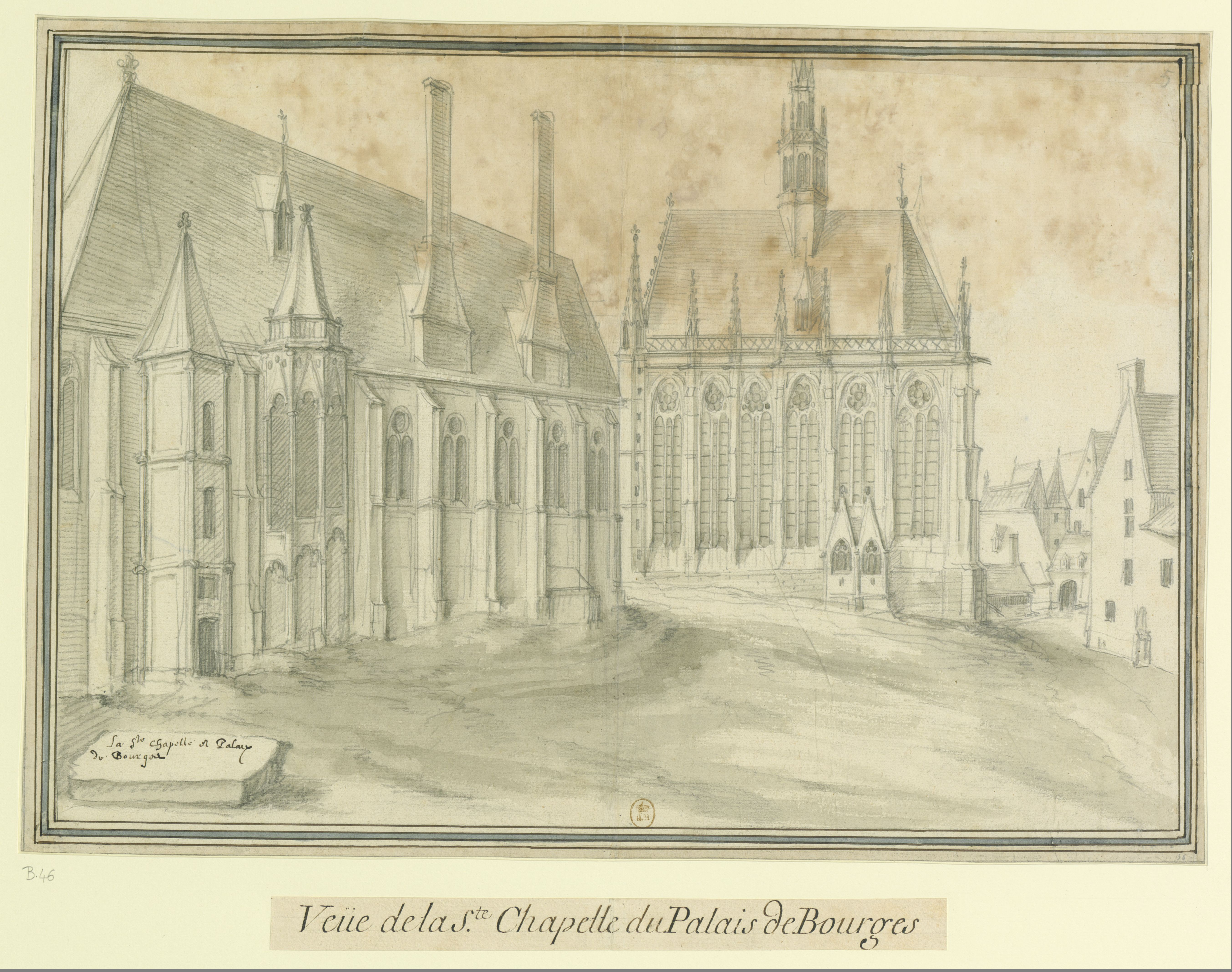
La Sainte-Chapelle de Bourges

Le religieux de Saint-Denis, chroniqueur du règne de Charles VI, évoque à plusieurs reprises la piété de Jean de Berry. Il n'est donc pas étonnant de trouver mention, en 1392, de l'érection d'une Sainte-Chapelle à Bourges. C'est une bulle du pape Clément VII qui l'autorisa. La volonté du duc était de faire élever à Bourges un édifice semblable à la Sainte-Chapelle de Paris.

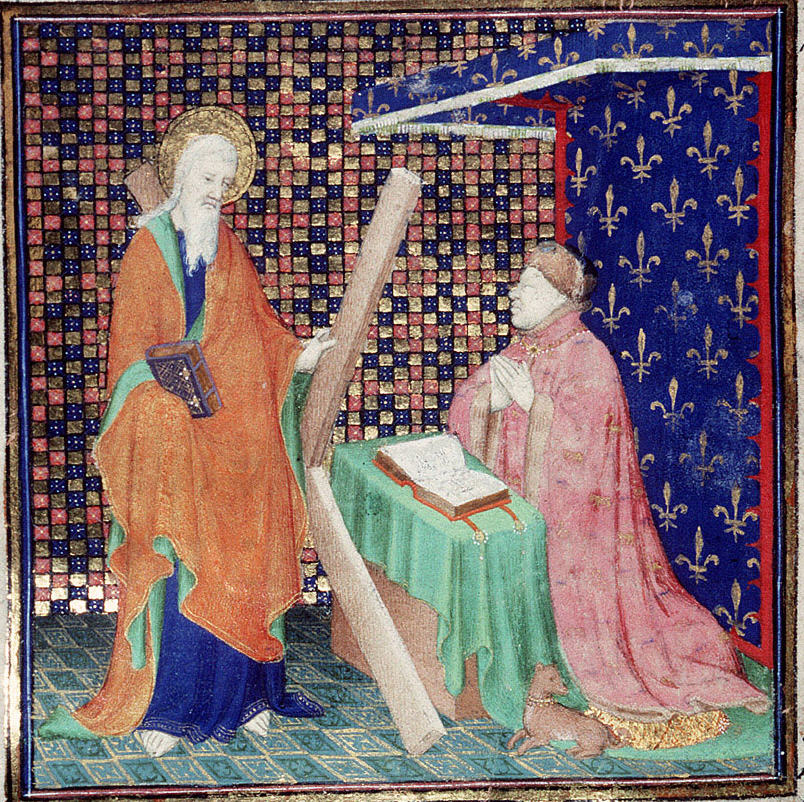
Enluminure du lectionnaire de la Sainte-Chapelle de Bourges représentant Jean de Berry et Saint André

Elle a été bâtie rapidement de 1392 à 1397 par Drouet de Dammartin et dédiée au Saint-Sauveur. La Sainte-Chapelle fut investie le jour de Pâques 1405 par Arnaud Belin, trésorier, et douze chanoines, treize chapelains et treize vicaires, puis consacrée le lendemain par Pierre Aimery, archevêque de Bourges. On alluma en cette occasion le grand lustre à cent bougies (trois cents d'après la description de Thomas Platter), suspendu au centre de l'église.
La Sainte Chapelle fut dotée par Jean de Berry d'un Statut, d'un "livre de messes" et d'un "obituaire", qui avec la Charte de fondation sont conservés aux Archives départementales du Cher.
Le 15 juin 1416, le corps de Jean de Berry est déposé dans la Sainte-Chapelle, puis inhumé dans son tombeau au centre de la nef.

### Après la mort du duc Jean de Berry
La Pragmatique Sanction de Bourges est une ordonnance qui fut débattue dans le chapitre de la Sainte-Chapelle de Bourges et promulguée le 7 juillet 1438, par le roi de France Charles VII, avec l'accord du clergé réuni en assemblée à Bourges. Le roi s'affirme comme le gardien des droits de l'Église de France.
En 1447, le roi fit don de 200 écus pour faire enchâsser la relique de la Vraie Croix. Plus tard, en 1465, le reliquaire du chef de saint Jérôme fut vendu à la Sainte-Chapelle.
Le 9 août 1501, Louis II d'Amboise, nommé par Alexandre VI évêque d'Autun, conserve sa charge de questeur de la Sainte-Chapelle.
Le 21 février 1505, le corps de Jeanne de France, épouse répudiée du roi Louis XII, est déposé dans la Sainte-Chapelle durant un jour et une nuit avant d'être inhumé. Pour la dernière fois de l'existence de la Sainte-Chapelle et la seconde fois depuis sa consécration, on alluma le lustre monumental.
Le 29 octobre 1505, madame de Bourbon-Montpensier décède. Elle fut inhumée sous la même travée que le duc Jean de Berry.
La Sainte-Chapelle possédait un chœur perpétuel.

### Du déclin à la destruction
En 1683, dans son écrit sur les églises de Bourges, le sieur Catherinot fait état du comportement du trésorier de la Sainte-Chapelle, vivant à la fois dans la puissance, qu'il compare au niveau de celle d'un archevêque, et dans l'autarcie.

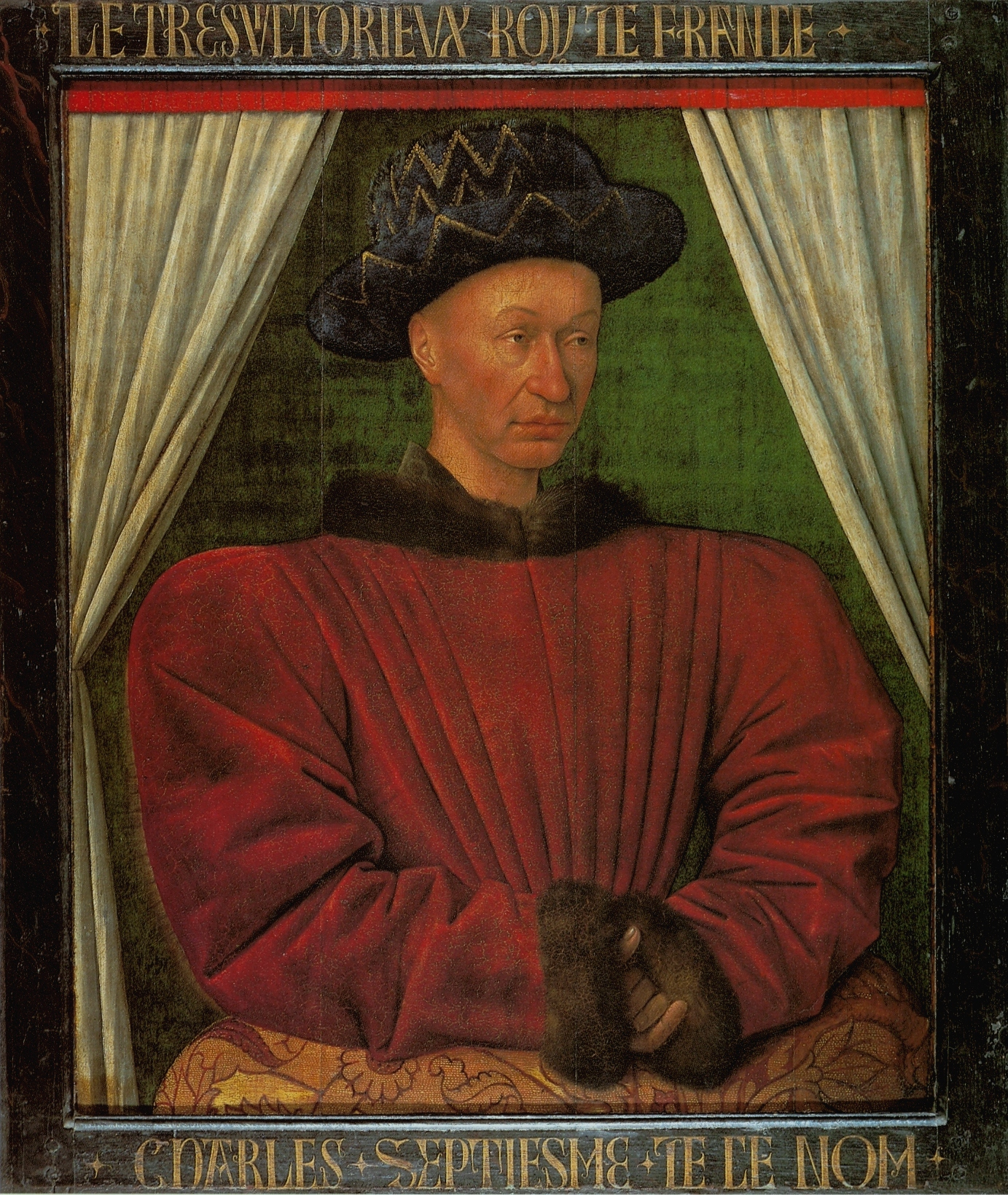
Portrait de Charles VII

Une tension entre le chapitre de la Sainte-Chapelle et celui de la cathédrale n'est pas étrangère au destin du monument. En effet, le cardinal de La Rochefoucauld (1701-1757), archevêque de Bourges, soutenu par l'abbé Véri, en souhaitait le démantèlement.

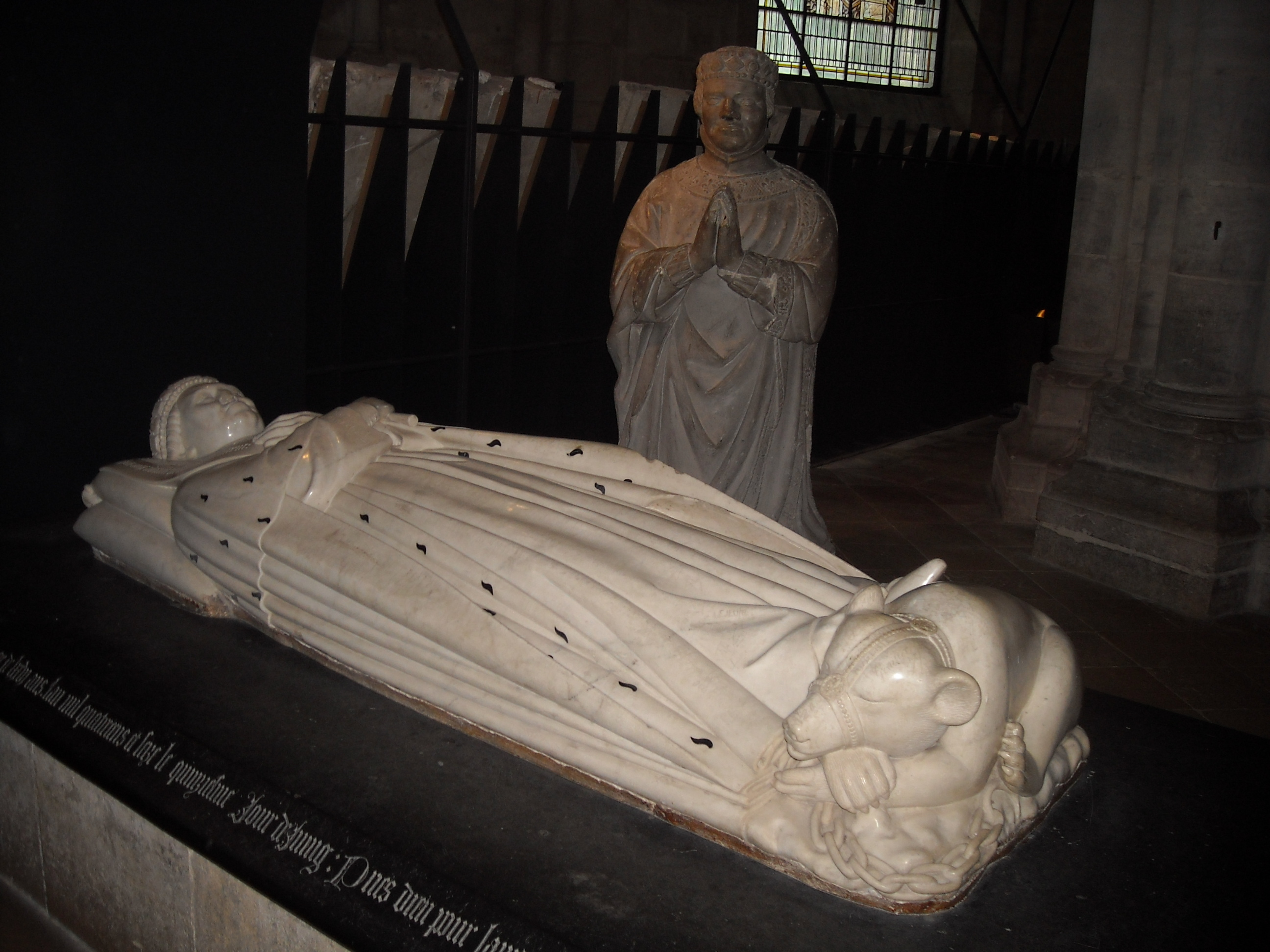
Tombeau du duc de Berry déposé dans la crypte de la cathédrale de Bourges

En 1693, la Sainte-Chapelle fut incendiée et la toiture étant mal réparée, une partie du pignon s'écroula en 1756. Le chapitre avait les moyens suffisants pour les réparations mais crut bénéfique et adroit de réclamer un soutien auprès de l'archevêque. Celui-ci saisit alors l'occasion pour faire détruire l'édifice, en faisant grossir le devis de remise en état. La Sainte-Chapelle est touchée, le 18 février 1756, à 7 heures du soir, par un ouragan. Le pignon entraina dans sa chute la nouvelle couverture, quatre croisées, une statue d'apôtre, deux autels et le côté gauche des stalles. Progressivement, elle est utilisée comme pierre à bâtir, le plus gros a été transféré dans la cathédrale.
Malgré les protestations des chanoines, qui avaient obtenu le soutien de la princesse de Conti, la Sainte-Chapelle fut rasée en 1757.
Le tombeau du duc de Berry a été déposé dans la crypte de la cathédrale de Bourges.
Louis XV a ramené, en 1757, dans la collection du roi le portrait de Charles VII, aujourd'hui au musée du Louvre, qui se trouvait dans la Sainte-Chapelle de Bourges.

## Description
Bâtie sur le modèle de la Sainte-Chapelle de Paris, la Sainte-Chapelle de Bourges était rattachée perpendiculairement au palais du duc Jean de Berry, offrant son chevet hexagonal sur une place adjacente. Entre chaque contrefort, les murs étaient percés d'imposantes fenêtres dont certaines verrières ont été réutilisées pour la cathédrale Saint-Étienne.

### Dimensions
- longueur 38 m
- largeur 12 m
- hauteur 21,50 m
- hauteur des verrières 16,50 m

### Trésors
Jean de Berry enrichit sa Sainte-Chapelle de très nombreuses œuvres d'art parmi lesquelles :
- d'anciens et précieux manuscrits disposés en une bibliothèque, comportant une centaine de livres précieux dont la liste a été dressée par M. Hiver de Beauvois[7].
 qui finit sans être vidée de son contenu, transformée en poulailler puis détruite[8] ;
- un fragment de la Vraie Croix offert par le roi Charles V ;
- une statue d'animal monstrueux, surmontée de bois de daim d'une très grande taille, et figurant une bête fantastique, soi-disant tuée par le duc de Berry, et dont la nature prête à discussion[9].
- des ossements gigantesques ;
- des objets précieux dont une liste a été dressée par Thomas Platter en 1599[10] ;
- le gisant du duc de Berry (aujourd'hui dans la cathédrale de Bourges) ;
- des vitraux (dont certains fragments furent remontés sur cinq baies de l'église basse de la cathédrale) ;
- un grand chandelier de bronze en forme de couronne suspendu au centre de la nef[11] ;
- des statues, dont cinq sont visibles au Musée du Berry de Bourges ainsi que plusieurs pleurants dus aux sculpteurs Étienne Bobillet et Paul de Mosselman.

L'un de ces pleurants, aujourd'hui exposé au musée Rodin de Paris, fut acheté par Rodin lui-même pour sa collection personnelle, deux sont à New York au Metropolitan Museum of Art, le Louvre en conserve également deux intitulés Pleurant tenant un livre et Pleurant tenant un livre ouvert, d'autres se trouvent au château de la Verrerie.
- L'ancienne chaire (XVe siècle, chêne sculpté) qui servait à l'officiant et à ses deux acolytes a été transférée après la suppression de la Sainte-Chapelle de Bourges à l’église de Saint-Symphorien de Morogues où elle a été dégradée, puis transformée en banc d'œuvre avec un dais à triple clocheton (XVIIIe siècle) dont François-Alexandre Hazé a publié un dessin en 1843[15]. Ce banc d'œuvre est classé au titre d'objet des monuments historiques depuis 1913[16].

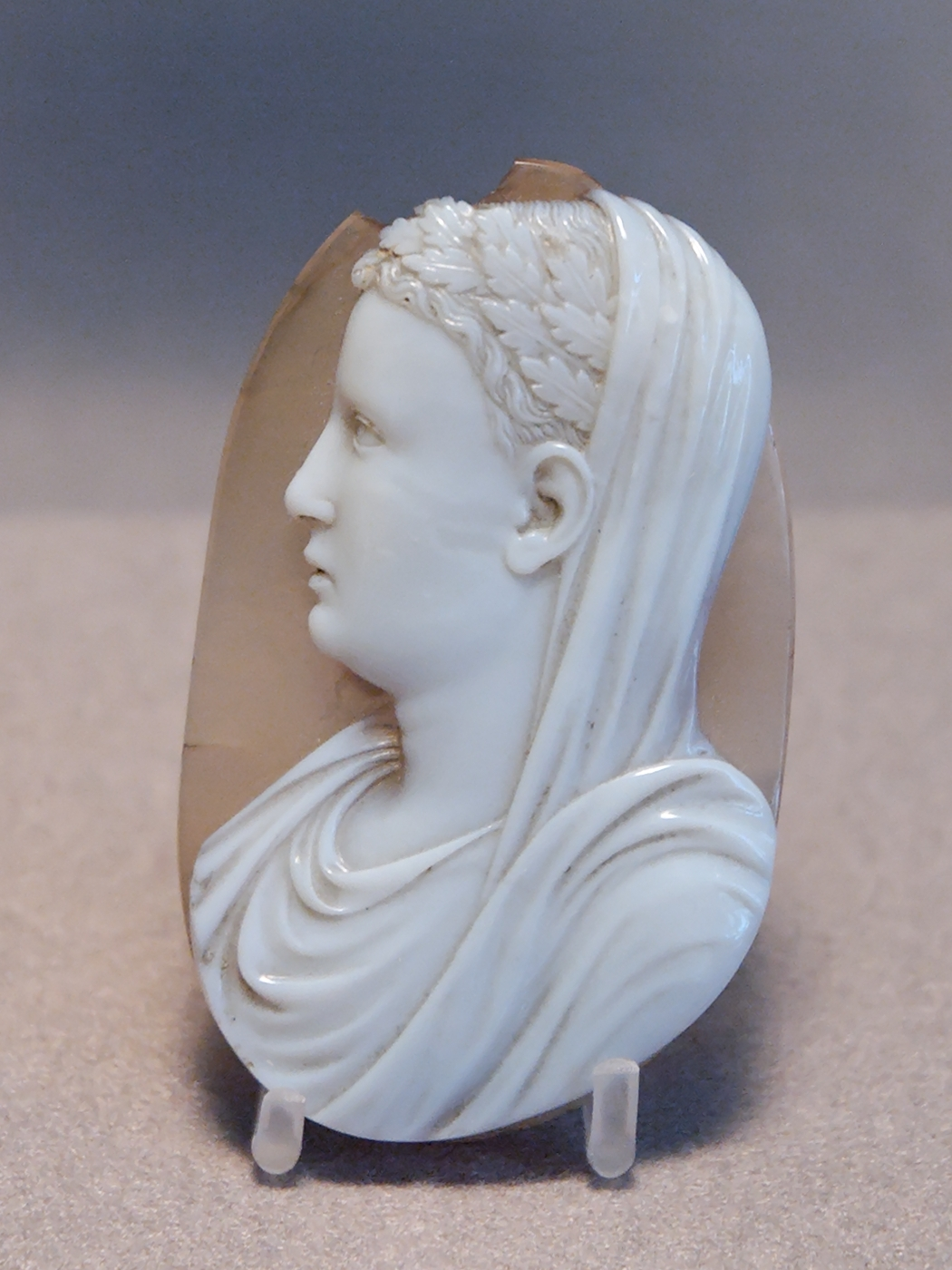
Prince voilé et couronné de feuillage. Camée, sardonyx à deux couches, France (?), XIVe siècle. Autrefois monté sur une croix aux camées réalisée par Hermann Ruissel sur commande du duc Jean de Berry
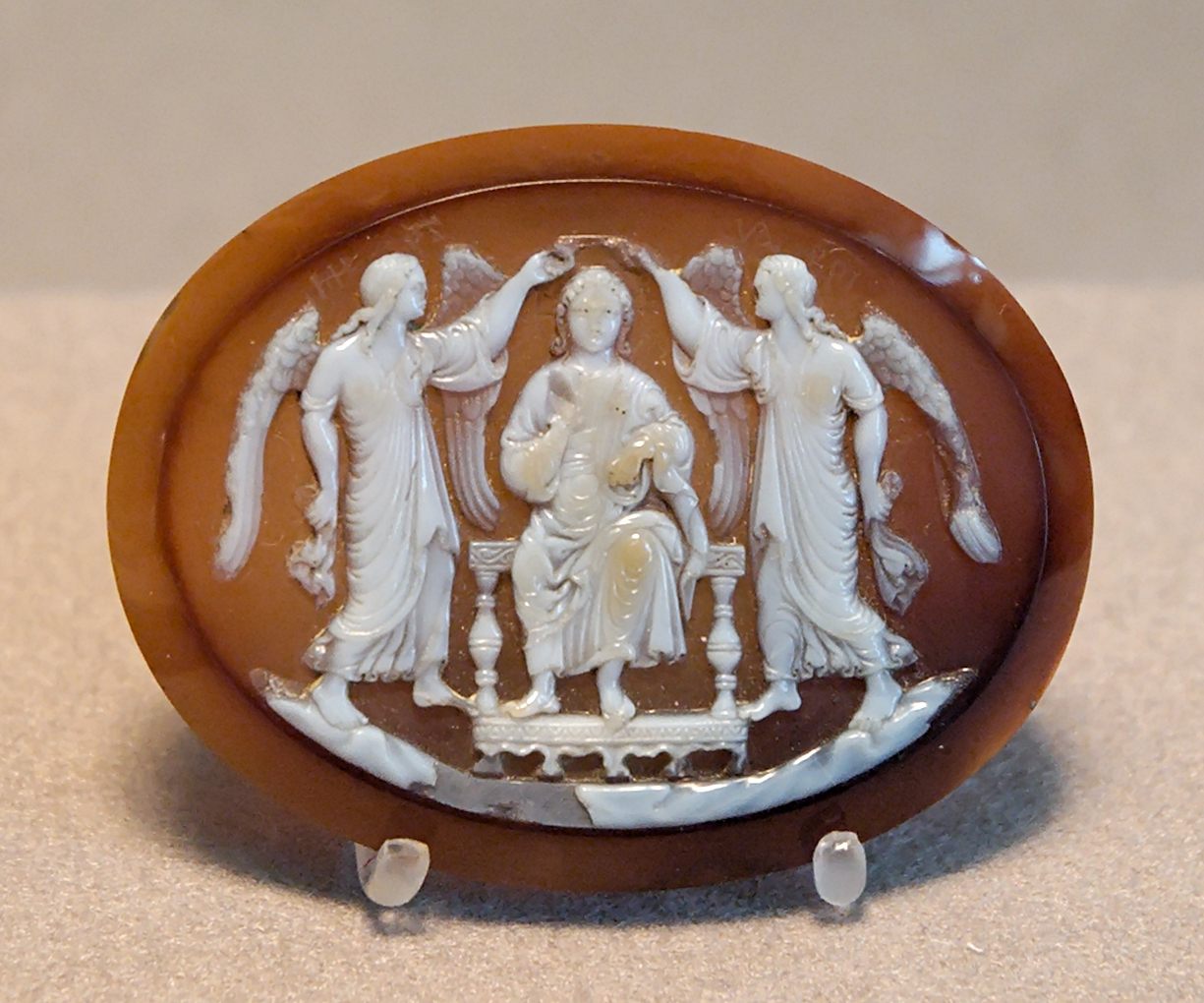
Prince trônant, couronné par deux Victoires. Camée, sardonyx à deux couches, France (?), XIIIe siècle. Autrefois monté sur une croix aux camées réalisée par Hermann Ruissel sur commande du duc Jean de Berry

## Musique
Parmi les maîtres de musique notables qui ont exercé à la Sainte-Chapelle de Bourges, on peut citer Nicolas Grenon (mort en 1456), Guillaume Faugues, Philippe Basiron (mort en 1491), Pierre Lauverjat, mort en 1625 et Nicolas Pacotat, mort en 1731.